# Cabo Howe

O cabo Howe é um cabo situado na costa oriental da Austrália, na fronteira entre Nova Gales do Sul e Victoria, sendo assim um dos extremos da linha Black-Allan.
Situa-se entre a Nadgee Nature Reserve do lado de Nova Gales do Sul e o Croajingolong National Park do lado de Victoria. As águas em redor pertencem ao Cape Howe Marine National Park.
O local foi assim chamado pelo capitão James Cook quando lá passou em 20 de abril de 1770 em homenagem a Richard Howe, 1.º earl Howe que era tesoureiro na Royal Navy à época.